# Janina Sagatowska
Janina Zofia Sagatowska z domu Dec (ur. 16 maja 1950 w Leżajsku) – polska polityk i prawniczka, była wicewojewoda i wojewoda tarnobrzeski, senator IV, V, VIII, IX, X i XI kadencji.

## Życiorys
Córka Wiktora i Walerii. Ukończyła liceum ogólnokształcące w Leżajsku, następnie studiowała prawo na Wydziale Prawa i Administracji Uniwersytetu Marii Curie-Skłodowskiej w Lublinie. Pracowała jako radca prawny w Hucie Stalowa Wola i Wytwórni Sprzętu Komunikacyjnego „Gorzyce”. Należy do Okręgowej Rady Adwokackiej w Rzeszowie i Okręgowej Izby Radców Prawnych w Kielcach.
W latach 1990–1991 pełniła funkcję wicewojewody, a w okresie 1991–1994 wojewody tarnobrzeskiego. Później powróciła do pracy w zawodzie prawnika. W 1997 została wybrana do Senatu z województwa tarnobrzeskiego z ramienia Akcji Wyborczej Solidarność. W Senacie przewodniczyła Komisji Spraw Emigracji i Polaków za Granicą. Mandat senatorski uzyskała również w 2001 z ramienia Bloku Senat 2001 w okręgu rzeszowskim. W V kadencji była wiceprzewodniczącą Komisji Spraw Emigracji i Polaków za Granicą oraz wiceprzewodniczącą Klubu Senatorskiego „Blok Senat 2001”. W 2005 bez powodzenia ubiegała się o reelekcję z własnego komitetu w okręgu rzeszowskim. Rok później została radną Stalowej Woli z listy Prawa i Sprawiedliwości.
W wyborach do Parlamentu Europejskiego w 2009 była kandydatką PiS w województwie podkarpackim. W 2010 została radną sejmiku z listy tej partii. W wyniku wyborów z 2011 powróciła do Senatu, wygrywając z ramienia PiS głosowanie w okręgu nr 54. W 2015 została ponownie wybrana do izby wyższej polskiego parlamentu na kolejną kadencję; w IX kadencji kierowała Komisją Spraw Emigracji i Łączności z Polakami za Granicą. W wyborach do Parlamentu Europejskiego w 2019 bezskutecznie kandydowała do Parlamentu Europejskiego z okręgu obejmującego województwo podkarpackie. W wyborach krajowych w tym samym roku z powodzeniem ubiegała się natomiast o senacką reelekcję. W wyborach w 2023 utrzymała mandat senatora na kolejną kadencję. Objęła funkcję przewodniczącej Komisji Rodziny, Polityki Senioralnej i Społecznej.

## Wyniki w wyborach ogólnopolskich
| Wybory | Komitet wyborczy                 | Komitet wyborczy           | Organ                             | Okręg           | Wynik           |
| ------ | -------------------------------- | -------------------------- | --------------------------------- | --------------- | --------------- |
| 1997   |                                  | Akcja Wyborcza Solidarność | Senat IV kadencji                 | nr 42           | 99 672 (49,95%) |
| 2001   |                                  | Blok Senat 2001            | Senat V kadencji                  | nr 22           | 82 745 (19,31%) |
| 2005   |                                  | KWW Janiny Sagatowskiej    | Senat VI kadencji                 | nr 22           | 47 675 (11,82%) |
| 2009   |                                  | Prawo i Sprawiedliwość     | Parlament Europejski VII kadencji | nr 9            | 8946 (2,44%)    |
| 2011   | Senat VIII kadencji              | Prawo i Sprawiedliwość     | nr 54                             | 50 185 (40,99%) |                 |
| 2015   | Senat IX kadencji                | Prawo i Sprawiedliwość     | nr 54                             | 69 029 (53,96%) |                 |
| 2019   | Parlament Europejski IX kadencji | Prawo i Sprawiedliwość     | nr 9                              | 14 074 (1,89%)  |                 |
| 2019   | Senat X kadencji                 | Prawo i Sprawiedliwość     | nr 54                             | 94 603 (63,15%) |                 |
| 2023   | Senat XI kadencji                | Prawo i Sprawiedliwość     | nr 54                             | 89 961 (53,49%) |                 |

## Życie prywatne
Wdowa, ma dwoje dzieci (Radosława i Martę).

## Odznaczenia
W 1995 odznaczona Złotym Krzyżem Zasługi.